# Inalcanzable (álbum de Los Bukis)
Inalcanzable es el decimoquinto álbum de estudio lanzado por Los Bukis el 1 de julio de 1993. El álbum fue certificado disco de oro en los Estados Unidos por la RIAA y fue nominado a Álbum Pop del Año en la 6.ª edición de los Premios Lo Nuestro .

## Lista de Canciones
Todas las canciones escritas y compuestas por Marco Antonio Solís
| N.º | Título                  | Duración |  |
| 1.  | «Acepto mi derrota»     | 4:12     |  |
| 2.  | «Tiempo para ti»        | 3:16     |  |
| 3.  | «Inalcanzable»          | 4:37     |  |
| 4.  | «Morenita»              | 2:45     |  |
| 5.  | «A aquella»             | 3:32     |  |
| 6.  | «Te olvide»             | 4:55     |  |
| 7.  | «Tu ingratitud»         | 3:31     |  |
| 8.  | «Y yo sin ti»           | 3:45     |  |
| 9.  | «Encadenada a mi»       | 3:53     |  |
| 10. | «Contra viento y marea» | 2:58     |  |

## Listas
| Lista (1993)                | Máxima posición |
| --------------------------- | --------------- |
| Billboard Top Latin Albums. | 3               |
| Billboard Latin Pop Albums  | 2               |